# Band of Brothers
Band of Brothers —conocida en español con los títulos de Banda de hermanos, Hermanos de sangre y Hermandad en la trinchera— es una miniserie de televisión estadounidense de HBO de 10 capítulos, ambientada en la Segunda Guerra Mundial y basada en el libro homónimo de Stephen Ambrose. Fue coproducida por Steven Spielberg y Tom Hanks en 2001. La acción se centra en lo experimentado por la Compañía Easy del 506.º Regimiento de Infantería de Paracaidistas, de la 101.ª División Aerotransportada del Ejército de los Estados Unidos.
Los sucesos retratados en la miniserie tratan de ser fieles a la historia y se basan en la investigación de Ambrose y en entrevistas hechas a veteranos de la Easy Company. Todos los personajes que aparecen en la miniserie están basados en personajes reales de dicha compañía; además, algunos de ellos aparecen en entrevistas pregrabadas como prólogo a cada episodio.

## El proyecto
Tras el éxito de público y crítica de Saving Private Ryan, el director Steven Spielberg y el actor Tom Hanks decidieron continuar con el tema de la participación de los militares de Estados Unidos en la Segunda Guerra Mundial. Para ello pensaron en adaptar alguno de los libros del historiador Stephen Ambrose, alguno de los cuales habían utilizado para crear su prestigiosa película. Finalmente se decidieron por Band of Brothers, obra centrada en el seguimiento de una compañía paracaidista a lo largo de su periplo europeo.
Debido a la extensión del libro, el proyecto se fue decantando como una miniserie de televisión con formato y calidad cinematográficos. Hanks había colaborado con HBO como productor ejecutivo de la miniserie De la Tierra a la Luna, realizada a raíz del éxito de Apolo 13. Consideraba que el canal no solo comprendía el proyecto, sino que estaba dispuesto a saltarse las reglas que fuera necesario para llevarlo a cabo. La producción fue compartida con Playtone y DreamWorks Television, actuando como productores ejecutivos Hanks, Spielberg, Tony To, Gary Goetzman y el propio Ambrose; los cinco constituyeron el equipo creativo que diseñó el proyecto.

## Guion

### La compañía Easy
Se conoce como compañía Easy a la quinta compañía del 506.º Regimiento de Infantería del Ejército de los Estados Unidos, la compañía E. El regimiento fue constituido como una unidad de élite de infantería paracaidista que fue posteriormente integrada en la 101.ª División Aerotransportada. Sus miembros descendieron en paracaídas sobre Normandía durante la Operación Overlord, participaron en la Operación Market Garden y en la Batalla de las Ardenas, liberaron el campo de concentración de Dachau y llegaron al mismo Nido del águila de Hitler. La compañía Easy destacó especialmente tanto por sus brillantes acciones —como el modélico asalto a Brécourt Manor o la férrea defensa de Bastoña— como por el elevado número de bajas que sufrió.

### El libro
En 1992 el historiador Stephen Ambrose publicó su libro Band of Brothers, basado en la peripecia de la compañía Easy. En la década de 1990 había renacido en los Estados Unidos el interés por su participación en la Segunda Guerra Mundial. Los jóvenes sentían cierto cansancio por oír hablar de la Guerra de Vietnam y de otros temas de los años 60 y 70, y sentían curiosidad por el mayor conflicto del siglo XX. Al mismo tiempo, los veteranos de aquella guerra, que en su momento habían vuelto de ella traumatizados y sin deseos de hablar de sus experiencias, sentían que les quedaba ya poco tiempo para relatar los acontecimientos vividos.
Ambrose se interesó por un regimiento de paracaidistas que había participado en el Día D, la batalla de Normandía, la operación Market Garden y la Batalla de las Ardenas. Y averiguó que en su seno había habido una compañía que registró un gran número de bajas. Durante más de un año entrevistó a todos los supervivientes de la compañía Easy que pudo localizar y consiguió acceder a relatos, diarios y cartas de integrantes de la unidad. Con todo el material recopilado, Ambrose escribió un relato de gran humanidad que reflejaba la vida de aquellos jóvenes, hombres corrientes forjados en la dura prueba de la Gran Depresión que se habían alistado voluntarios movidos por su sentido del deber. Para el escritor, la compañía Easy no era distinta de otras unidades de élite; lo que la hizo especial fue el gran sentido de unidad entre la tropa y la notable calidad de sus oficiales.
El título del libro procede de la obra de Shakespeare Enrique V. En la famosa arenga que el monarca inglés dirige a sus tropas antes de la batalla de Azincourt pronuncia las siguientes palabras:

Desde este día, y hasta el fin del mundo, los presentes seremos recordados. Nosotros, los afortunados; nosotros los que somos un grupo de hermanos. Porque aquél que derrame hoy la sangre conmigo, será
mi hermano

### Los guiones
Para abordar la adaptación de la extensa trama expuesta en el libro de Ambrose, los productores contaron con un extenso equipo de siete guionistas que se repartieron la tarea. Además del propio Tom Hanks —que se reservó la coescritura del primer episodio— había algún profesional experimentado como Graham Yost, pero en su mayoría eran jóvenes talentos detectados por Spielberg o Hanks: Erik Jendresen, Bruce C. McKenna, John Orloff o Erik Bork. En el caso de E. Max Frye su antigüedad —guionista de Something Wild en 1986— no iba acompañada de consolidación. Spielberg y Hanks supervisaron el trabajo y recabaron respetuosamente la opinión de Ambrose en todo momento. Los guionistas volvieron a realizar nuevas entrevistas a los supervivientes de la compañía Easy para complementar el material escrito. Como resultado, los dieciocho capítulos del libro quedaron reducidos a diez episodios que reflejan la realidad con verosimilitud, aunque se permiten ciertas licencias artísticas para simplificar el número de personajes o aportar mayor dramatismo en determinados momentos. El equipo de escritores fue nominado al Premio Emmy al mejor guion de miniserie o telefilme, si bien no consiguió el premio.

## Dirección
Los diez episodios no tuvieron una duración idéntica. Se decidió que tuvieran la extensión que requiriera el desarrollo del guion y oscilaron entre los cincuenta y los setenta minutos. Los productores ejecutivos Tom Hanks y Tony To se reservaron la dirección de un episodio cada uno. El resto fue repartido entre un grupo de directores de cine y televisión de diversas nacionalidades: el veterano Phil Alden Robinson, los televisivos David Nutter y David Frankel, los británicos Richard Loncraine y David Leland y el danés Mikael Salomon. Esta división del trabajo permitió avanzar con mayor rapidez. Para mantener una cierta unidad se impuso un estilo común similar al del filme de Spielberg Saving Private Ryan: se ofrecía una visión muy realista de la guerra desde el punto de vista de los militares de la compañía, con un estilo semidocumental, el uso frecuente de la cámara al hombro y una fotografía desvaída. La reconstrucción de los combates era fundamental. Spielberg dejó claro que quería reflejar la visión de los estadounidenses, por lo que se evitaba deliberadamente el uso de planos subjetivos desde el punto de vista de los alemanes. Se minimizó el uso de grúas y se evitó la utilización de la cámara lenta. El equipo de directores fue galardonado con el Premio Emmy a la mejor dirección de miniserie o telefilme.

## Resto del equipo
Nick Daubeny —responsable de localizaciones— y el británico Anthony Pratt —diseñador de producción— recorrieron diversos países europeos buscando lugares en los que reproducir los eventos históricos que relata la serie. Chequia e Irlanda fueron dos de los candidatos más destacados, pero el Reino Unido se impuso finalmente como la mejor opción. Además de contar con escenarios adecuados, contaba con técnicos y artistas reconocidos, ofrecía ventajas fiscales y proporcionaba el apoyo del Ejército. Daubeny logró encontrar las localizaciones adecuadas en un radio de cincuenta kilómetros alrededor de Londres. Particularmente, consiguió la utilización del aeródromo de Hatfield, con más de cuatrocientas hectáreas de terreno al aire libre y enormes hangares en los que se podrían levantar decorados.
A partir de ahí, Pratt y el director artístico Kevin Phipps crearon los escenarios. Se diseñó un sistema de decorados móviles reutilizables, con elementos fácilmente adaptables e intercambiables. Se logró así crear ambientes muy diversos utilizables en distintos episodios, a pesar de que algunas de esas creaciones volaban por los aires por exigencias del guion. Llegaron a recrear el bosque de Jacques en uno de los hangares de Hatfield cubriendo con tierra una superficie de cuatrocientos metros cuadrados en la que plantaron quinientos árboles, la mitad de ellos naturales y la otra mitad, artificiales. Todo ello se cubrió con toneladas de nieve artificial. Allí se recreó de forma verosímil la batalla de las Ardenas, lo que implicaba hacer saltar por los aires decenas de árboles.
La banda sonora fue obra de Michael Kamen, autor de conocidas composiciones para cine y nominado en dos ocasiones al Óscar. Eludiendo el habitual uso de la percusión en el género bélico, Kamen consiguió unas melodías a un tiempo épicas y nostálgicas. Destaca la melodía para los títulos iniciales y finales de cada episodio, así como el tema épico que suena cuando los C-47 despegan rumbo a Normandía.

## Episodios
| N.º | Título                                 | Dirigido por        | Escrito por                                  | Fecha de emisión original |
| --- | -------------------------------------- | ------------------- | -------------------------------------------- | ------------------------- |
| 1 | «Currahee»                             | Phil Alden Robinson | Erik Jendresen y Tom Hanks                   | 9 de septiembre de 2001   |
| En 1942, la Compañía Easy se entrena en el Campamento Toccoa (Georgia) al mando del teniente Herbert Sobel, quien impone un duro ejercicio y abundantes castigos arbitrarios. El subteniente Richard Winters manda uno de los pelotones. Debido al buen funcionamiento de la unidad ambos oficiales son ascendidos a capitán y teniente, respectivamente. Pero cuando realizan maniobras en el Campamento Mackall (Carolina del Norte), el capitán Sobel evidencia una notable ineptitud táctica. En 1943 son trasladados a Inglaterra, donde los hombres no confían en Sobel para que les guíe en el combate. El capitán impone una sanción injusta a Winters y el teniente la impugna ante una corte marcial. Los suboficiales de la compañía presentan una dimisión colectiva y el coronel Robert Sink opta por degradar a dos de los sargentos y destinar a Sobel como responsable de un centro de entrenamiento para personal no combatiente. El 5 de junio de 1944, el regimiento embarca en los aviones de transporte para descender sobre Normandía el Día D al mando del teniente Thomas Meehan. Reparto: Kirk Acevedo (Joseph Toye), Eion Bailey (David Kenyon Webster), Michael Cudlitz («Bull» Randleman), Dale Dye (Coronel Sink), Rick Gomez (George Luz), Scott Grimes (Donald Malarkey), Frank John Hughes (Sargento Guarnere), Damian Lewis (Teniente Winters), Ron Livingston (Teniente Nixon), James Madio (Frank Perconte), Neal McDonough (Alférez Compton), Rene L. Moreno (Joseph Ramírez), David Schwimmer (Capitán Sobel), Richard Speight, Jr. (Warren «Skip» Muck) y Donnie Wahlberg (Sargento Lipton). |                                        |                     |                                              |                           |
| 2 | «Day of Days» «El día D»               | Richard Loncraine   | John Orloff                                  | 9 de septiembre de 2001   |
| Los paracaidistas son lanzados sobre Normandía, sufren numerosas bajas y quedan dispersos lejos de sus zonas de lanzamiento. El teniente Winters va juntando hombres de distintas unidades y consigue llegar al punto de reunión, donde descubre que está al mando de la compañía por la desaparición del teniente Meehan. Las dudas que el sargento Bill Guarnere tiene sobre Winters quedan despejadas cuando este dirige con valor y eficacia la toma de los cañones de Brécourt Manor. Reparto: Kirk Acevedo (Joseph Toye), Scott Grimes (Donald Malarkey), Frank John Hughes (Sargento Guarnere), Damian Lewis (Teniente Winters), Ron Livingston (Teniente Nixon), Neal McDonough (Alférez Compton), Matthew Settle (Teniente Speirs), Richard Speight, Jr. (Warren «Skip» Muck) y Donnie Wahlberg (Sargento Lipton). |                                        |                     |                                              |                           |
| 3 | «Carentan»                             | Mikael Salomon      | E. Max Frye                                  | 16 de septiembre de 2001  |
| El soldado Albert Blithe contacta finalmente con la compañía Easy y participa con ella en la difícil toma de Carentan. Afectado por el combate, dice haber perdido la vista temporalmente, pero se recupera y se reincorpora a su pelotón. El avance del regimiento se ve detenido por los alemanes y se entabla un difícil combate durante el cual Blithe supera sus temores y acaba luchando. Días más tarde es el único soldado que se ofrece voluntario para encabezar la aproximación a una posición enemiga, es herido gravemente en el cuello y trasladado a un hospital. La compañía se repone descansando en Inglaterra y se evidencian las pérdidas. Reparto: Michael Cudlitz («Bull» Randleman), Rick Gómez (George Luz), Scott Grimes (Donald Malarkey), Frank John Hughes (Sargento Guarnere), Damian Lewis (Teniente Winters), Ron Livingston (Teniente Nixon), James Madio (Frank Perconte), Neal McDonough (Alférez Compton), Rene L. Moreno (Joseph Ramírez), Matthew Settle (Teniente Speirs), Douglas Spain (Antonio García), Richard Speight, Jr. (Warren «Skip» Muck), Donnie Wahlberg (Sargento Lipton), Rick Warden (Teniente Welsh) y Marc Warren (Albert Blithe). |                                        |                     |                                              |                           |
| 4 | «Replacements» «Reemplazos»            | David Nutter        | Graham Yost y Bruce C. McKenna               | 23 de septiembre de 2001  |
| Tras recibir reemplazos para cubrir las bajas, el regimiento abandona Inglaterra para participar en la Operación Market Garden. Los soldados saltan en paracaídas y liberan Eindhoven, pero su avance es frenado por una fuerte contraofensiva y son obligados a retroceder. El teniente Robert Brewer es gravemente herido y el sargento Denver Randleman queda tras las líneas enemigas, aunque consigue escapar y reunirse con la compañía. La operación es un fracaso y se impone la retirada. Reparto: Kirk Acevedo (Joseph Toye), Eion Bailey (David Kenyon Webster), Michael Cudlitz («Bull» Randleman), Rick Gómez (George Luz), Scott Grimes (Donald Malarkey), Frank John Hughes (Sargento Guarnere), Damian Lewis (Teniente Winters), Ron Livingston (Teniente Nixon), James Madio (Frank Perconte), Neal McDonough (Teniente Compton), Rene L. Moreno (Joseph Ramírez), David Schwimmer (Capitán Sobel), Douglas Spain (Antonio García), Richard Speight, Jr. (Warren «Skip» Muck) y Donnie Wahlberg (Sargento Lipton). |                                        |                     |                                              |                           |
| 5 | «Crossroads» «La encrucijada»          | Tom Hanks           | Erik Jendresen                               | 30 de septiembre de 2001  |
| El capitán Winters dirige con habilidad y valor un enfrentamiento de la compañía Easy con una fuerza de las Waffen-SS superior en número. Como resultado, se le asigna el mando del batallón y es reemplazado por el teniente Moose Heyliger. Este dirige con éxito el rescate de una unidad británica que había quedado tras las líneas enemigas, pero más tarde resulta gravemente herido por el fuego amigo de un centinela. Es sustituido por el teniente Norman Dike, que no inspira confianza a los soldados. Tras un breve descanso, la ofensiva alemana de Las Ardenas obliga a los paracaidistas a volver al frente mal equipados. Los hombres se dirigen a Bastoña para hacer frente a los alemanes. Reparto: Kirk Acevedo (Joseph Toye), Eion Bailey (David Kenyon Webster), Michael Cudlitz («Bull» Randleman), Dale Dye (Coronel Sink), Rick Gómez (George Luz), Scott Grimes (Donald Malarkey), Frank John Hughes (Sargento Guarnere), Damian Lewis (Capitán Winters), Ron Livingston (Teniente Nixon), James Madio (Frank Perconte), Neal McDonough (Teniente Compton), Rene L. Moreno (Joseph Ramírez), Douglas Spain (Antonio García), Richard Speight, Jr. (Warren «Skip» Muck) y Donnie Wahlberg (Sargento Lipton). |                                        |                     |                                              |                           |
| 6 | «Bastogne»                             | David Leland        | Bruce C. McKenna                             | 7 de octubre de 2001      |
| La 101 defiende Bastoña de la ofensiva alemana en Las Ardenas. Sin suficiente ropa de invierno, munición, medicamentos y provisiones, y con insuficientes efectivos para proteger todo el perímetro, su situación es muy precaria. Copados por el enemigo, sufren numerosas bajas. El sanitario Eugene Roe debe visitar repetidamente el hospital de campaña situado en la población, donde conoce a Reneé Lemaire, una esforzada enfermera local con la que entabla amistad pero que finalmente fallece debido a un bombardeo enemigo. La división aguanta hasta que la contraofensiva aliada rompe el cerco. Reparto: Kirk Acevedo (Joseph Toye), Michael Cudlitz («Bull» Randleman), Dale Dye (Coronel Sink), Rick Gómez (George Luz), Scott Grimes (Donald Malarkey), Frank John Hughes (Sargento Guarnere), Damian Lewis (Capitán Winters), Ron Livingston (Teniente Nixon), James Madio (Frank Perconte), Neal McDonough (Teniente Compton), Richard Speight, Jr. (Warren «Skip» Muck), Shane Taylor (Eugene Roe) y Donnie Wahlberg (Sargento Lipton). |                                        |                     |                                              |                           |
| 7 | «The Breaking Point» «El punto límite» | David Frankel       | Graham Yost                                  | 14 de octubre de 2001     |
| Tras la defensa de Bastoña, el ejército continúa avanzando. El teniente Dike no dirige la compañía Easy y el sargento Lipton debe suplir su ausencia. Apostada frente a Foy, la compañía sufre intensos bombardeos que causan numerosas y sensibles bajas. Finalmente, la Easy encabeza el ataque a Foy y Dike pierde los nervios poniendo en grave peligro tanto la vida de sus hombres como el éxito de la operación. Winters le releva en el acto y pone al mando al teniente Speirs, quien dirige el ataque con éxito y haciendo un alarde de valor. Reparto: Kirk Acevedo (Joseph Toye), Michael Cudlitz («Bull» Randleman), Dale Dye (Coronel Sink), Rick Gomez (George Luz), Scott Grimes (Donald Malarkey), Frank John Hughes (Sargento Guarnere), Damian Lewis (Capitán Winters), Ron Livingston (Capitán Nixon), James Madio (Frank Perconte), Neal Mc Donough (Teniente Compton), Rene L. Moreno (Joseph Ramírez), Matthew Settle (Teniente Speirs), Douglas Spain (Antonio García), Richard Speight Jr. (Warren «Skip» Muck) y Donnie Wahlberg (Sargento Lipton). |                                        |                     |                                              |                           |
| 8 | «The Last Patrol» «La última patrulla» | Tony To             | Erik Jendresen, Erik Bork y Bruce C. McKenna | 21 de octubre de 2001     |
| Webster se reincorpora a la Compañía Easy tras su estancia en el hospital. Pese a ser un veterano, es tratado como un novato por sus compañeros por no haber participado en la terrible defensa de Bastoña. La compañía se encuentra en Haguenau y el coronel Sink quiere que quince hombres crucen el río para capturar prisioneros. Webster y el novato teniente Jones participan. La misión es un éxito, pero el soldado Jackson muere por fuego amigo. El coronel ordena otra incursión similar la noche siguiente, lo que termina de desmoralizar a los hombres. Winters ignora la orden y presenta un informe falso con el fin de evitar el riesgo de sus soldados. Posteriormente es ascendido a mayor. Webster es finalmente admitido por sus compañeros. Reparto: Eion Bailey (Webster), Michael Cudlitz («Bull» Randleman), Dale Dye (Coronel Sink), Dexter Fletcher (John Martin), Rick Gomez (George Luz), Scott Grimes (Donald Malarkey), Colin Hanks (Teniente Jones), Damian Lewis (Capitán Winters), Ron Livingston (Capitán Nixon), James Madio (Frank Perconte), Rene L. Moreno (Joseph Ramírez), Matthew Settle (Teniente Speirs), Douglas Spain (Antonio García), Richard Speight Jr. (Warren «Skip» Muck) y Donnie Wahlberg (Sargento Lipton). |                                        |                     |                                              |                           |
| 9 | «Why We Fight» «Por qué combatimos»    | David Frankel       | John Orloff                                  | 28 de octubre de 2001     |
| La compañía Easy cruza hacia Alemania y descubre el campo de concentración de Kaufering cerca de Landsberg. Está narrado desde el punto de vista del capitán Lewis Nixon. Reparto: Eion Bailey (Webster), Michael Cudlitz («Bull» Randleman), Dale Dye (Coronel Sink), Rick Gomez (George Luz), Scott Grimes (Donald Malarkey), Damian Lewis (Mayor Winters), Ron Livingston (Capitán Nixon), James Madio (Frank Perconte), Neal Mc Donough (Teniente Compton), Rene L. Moreno (Joseph Ramírez), Matthew Settle (Teniente Speirs), Douglas Spain (Antonio García) y Donnie Wahlberg (Alférez Lipton). |                                        |                     |                                              |                           |
| 10 | «Points» «Puntos»                      | Mikael Salomon      | Erik Jendresen y Erik Bork                   | 4 de noviembre de 2001    |
| La compañía Easy captura el Nido del Águila, residencia de verano de Hitler. Acaba la guerra en Europa, por lo que los hombres de la Easy se preparan para ser trasladados a la Guerra del Pacífico y ayudar a vencer al Japón. Afortunadamente la guerra finaliza y por ello son enviados a casa. Este episodio está narrado desde el punto de vista del mayor Dick Winters. Reparto: Eion Bailey (Webster), Michael Cudlitz («Bull» Randleman), Dale Dye (Coronel Sink), Rick Gomez (George Luz), Scott Grimes (Donald Malarkey), Damian Lewis (Mayor Winters), Ron Livingston (Capitán Nixon), James Madio (Frank Perconte), Neal Mc Donough (Teniente Compton), Rene L. Moreno (Joseph Ramírez), David Schwimmer (Capitán Sobel), Matthew Settle (Teniente Speirs), y Donnie Wahlberg (Alférez Lipton). |                                        |                     |                                              |                           |
| Extra | «We Stand Alone Together»              | Mark Cowen          | William Richter                              | 10 de noviembre de 2001   |
| Se trata del documental de rodaje de la serie, con entrevistas a cada uno de los auténticos miembros de la compañía Easy, haciendo un recorrido por todas sus historias desde el punto de vista de cada uno de los sucesos vividos a lo largo de la guerra. |                                        |                     |                                              |                           |

## Reparto
| - Damian Lewis como el mayor Richard Winters. - Matthew Leitch como el sargento primero Floyd "Tab" Talbert. - Ron Livingston como el capitán Lewis Nixon. - Donnie Wahlberg como el teniente Carwood Lipton. - Peter Youngblood como el sargento Darrel «Shifty» Powers. - Scott Grimes como el sargento Donald Malarkey. - Shane Taylor como el cabo Eugene Roe. - Nicholas Aaron como el soldado Robert "Popeye" Wynn. - Philip Barantini como el soldado Wayne A. "Skinny" Sisk. - Michael Cudlitz como el sargento Denver "Bull" Randleman. - Rick Gómez como el sargento George Luz. - James Madio como el sargento Frank Perconte. - Ross McCall como el cabo Joseph Liebgott. - Doug Allen como el soldado Alton Moore. - George Calil como el cabo James H. "Mo" Alley Jr.. - Dexter Fletcher como el sargento John Martin. - Nolan Hemmings como el sargento Charles E. "Chuck" Grant. - Neal McDonough como el teniente Lynn "Buck" Compton. - Robin Laing como el soldado Edward "Babe" Heffron. - Rick Warden como el teniente Harry Welsh. | - Dale Dye como el coronel Robert Sink. - Michael Fassbender como el sargento Burton P. "Pat" Christenson. - Rene L. Moreno como el cabo Joseph Ramirez. - Frank John Hughes como el sargento William "Wild Bill" Guarnere. - Tim Matthews como el cabo Alex Penkala. - Douglas Spain como el cabo Antonio García. - Richard Speight Jr como el sargento Warren "Skip" Muck. - Eion Bailey como el soldado David Kenyon Webster. - Craig Heaney como el soldado Roy Cobb. - Kirk Acevedo como el sargento Joseph Toye. - Peter McCabe como el cabo Donald Hoobler. - Matthew Settle como el capitán Ronald Speirs. - Ben Caplan como el cabo Walter 'Smokey' Gordon. - Phil McKee como el teniente coronel Robert L. Strayer. - Mark Huberman como el soldado Lester "Leo" Hashey. - Ezra Godden como el soldado Robert van Klinken. - Adam James como el soldado Cleveland O. Petty. - Mark Lawrence como el cabo William Dukeman. - David Nicolle como el teniente segundo Thomas Peacock. - Simon Schatzberger como el soldado Joseph Lesniewski. - David Schwimmer como el capitán Herbert Sobel. | - Kieran O'Brien como el soldado Allen Vest. - Bart Ruspoli como el soldado Edward Tipper. - Marc Warren como el soldado Albert Blithe. - Jamie Bamber como el teniente segundo Jack Foley. - Rocky Marshall como el soldado Earl "One Lung" McClung. - Peter O'Meara como teniente primero Norman Dike. - Marcos D'Cruze como el soldado Joseph P. Dominguez. - Colin Hanks como el teniente segundo Henry Jones. - Tom Hardy como el soldado John A. Janovec. - Stephen Graham como el sargento Myron "Mike" Ranney. - Matt Hickey como el soldado Patrick O'Keefe. - Jason O'Mara como el teniente primero Thomas Meehan III. - Simon Pegg como el sargento primero William Evans. - Jimmy Fallon como el teniente segundo George C. Rice. - Joseph May como el teniente Edward J. Shames. - James McAvoy como el soldado James W. Miller. - Stephen McCole como el teniente primero Frederick T. 'Moose' Heyliger. - John Light como el teniente coronel David Dobie. - Luke Roberts como el teniente primero Herbert J. Suerth. - Andrew Lee Potts como el soldado Eugene Jackson. |

## Premios

### Premios a la serie
54.ª edición de los Premios Primetime Emmy
| Categoría                                          | Candidatos | Resultado |
| -------------------------------------------------- | --- | --------- |
| Mejor miniserie                                    | Stephen Ambrose Erik Bork Gary Goetzman Tom Hanks Erik Jendresen Mary Richards Steven Spielberg Tony To        | Ganadores |
| Mejor logro en televisión interactiva              | HBO | Ganadora  |
| Mejor casting en miniserie, telefilme o especial   | Gary Davy Meg Liberman Cami Patton Suzanne M. Smith Angela Terry                                               | Ganadores |
| Mejor dirección de miniserie, telefilme o especial | Phil Alden Robinson David Frankel Tom Hanks David Leland Richard Loncraine David Nutter Mikael Salomon Tony To | Ganadores |
| Mejor guion de miniserie, telefilme o especial     | Erik Bork E. Max Frye Tom Hanks Erik Jendresen Bruce C. McKenna John Orloff Graham Yost                        | Nominados |
| Mejor diseño de títulos de crédito                 | Michelle Dougherty Jeff Miller Michael Riley Jason Web                                                         | Nominados |

59.ª edición de los Premios Globo de Oro
| Categoría                            | Candidatos                                                                                              | Resultado |
| ------------------------------------ | --- | --------- |
| Mejor miniserie o telefilme          | Stephen Ambrose Erik Bork Gary Goetzman Tom Hanks Erik Jendresen Mary Richards Steven Spielberg Tony To | Ganadora  |
| Mejor actor de miniserie o telefilme | Damian Lewis                                                                                            | Nominado  |
| Mejor actor de reparto               | Ron Livingston                                                                                          | Nominado  |

6.ª edición de los Premios Satellite
| Categoría                                              | Candidatos       | Resultado |
| ------------------------------------------------------ | ---------------- | --------- |
| Mejor miniserie                                        | Band of Brothers | Nominada  |
| Mejor actor en miniserie o telefilme                   | Damian Lewis     | Nominado  |
| Mejor actor de reparto en serie, miniserie o telefilme | David Schwimmer  | Ganador   |

13.ª edición de los Premios del Sindicato de Productores de América
| Categoría                                                                 | Candidatos                         | Resultado |
| ------------------------------------------------------------------------- | ---------------------------------- | --------- |
| Premio David L. Wolper a la mejor producción televisiva de larga duración | Tom Hanks Steven Spielberg Tony To | Ganadores |

Premios del Instituto Americano del Cine
| Año  | Categoría                     | Serie            | Cadena | Resultado |
| ---- | ----------------------------- | ---------------- | ------ | --------- |
| 2001 | Telefilme o miniserie del año | Band of Brothers | HBO    | Ganadora  |

Premios Peabody
| Año  | Categoría       | Resultado |
| ---- | --------------- | --------- |
| 2001 | Entretenimiento | Ganadora  |

53.ª edición de los Premios Christopher
| Año  | Categoría          | Resultado |
| ---- | ------------------ | --------- |
| 2002 | Televisión y cable | Ganadora  |

### Premios a episodios
54.ª edición de los Premios Primetime Emmy
| Categoría                                                                                | Episodio             | Guionista | Resultado |
| ---------------------------------------------------------------------------------------- | -------------------- | --- | --------- |
| Mejor montaje de imágenes tomadas con una sola cámara en miniserie, telefilme o especial | «Day of Days»        | Francis Parker | Ganador   |
| Mejor edición de sonido en miniserie, telefilme o especial                               | «Day of Days»        | Ross Adams James Boyle Peter Burgis Alexander Campbell Askew Paul Conway Andi Derrick Robert Gavin Howard Halsall Mike Higham Andrew Kennedy Grahame Peters Dashiel Rae | Ganadores |
| Mejor maquillaje en miniserie, telefilme o especial                                      | «Day of Days»        | Duncan Jarman Daniel Parker Matthew Smith | Nominados |
| Mejor mezcla de sonido en miniserie o telefilme                                          | «Day of Days»        | Mike Dowson David Stephenson Mark Taylor | Nominados |
| Mejores efectos especiales visuales en miniserie, telefilme o especial                   | «Day of Days»        | Mat Beck Angus Bickerton Charles Cash Laurent Hugueniot Cindy Jones Louis Mackall Karl Mooney Nigel Stone                                                               | Nominados |
| Mejor mezcla de sonido en miniserie, telefilme o especial                                | «Carentan»           | Colin Charles Mike Dowson Mark Taylor | Ganadores |
| Mejor coordinación de especialistas                                                      | «Carentan»           | Greg Powel | Nominado  |
| Mejor montaje de imágenes tomadas con una sola cámara en miniserie, telefilme o especial | «Replacements»       | Billy Fox | Nominado  |
| Mejores efectos especiales visuales en miniserie, telefilme o especial                   | «Replacements»       | Angus Bickerton Ken Dailey John Lockwood Mike Mulholland Mark Nettleton Joe Pavlo Nigel Stone Joss Williams                                                             | Nominados |
| Mejor peluquería en miniserie, telefilme o especial                                      | «Crossroads»         | Paula Price Helen Smith | Nominadas |
| Mejor dirección de arte en miniserie, telefilme o especial                               | «The Breaking Point» | Desmond Crowe Don Dossett Kevin Phipps Anthony Pratt Malcolm Stone Alan Tomkins                                                                                         | Nominados |
| Mejor mezcla de sonido en miniserie, telefilme o especial                                | «The Breaking Point» | Kevin Burns Colin Charles Todd Orr | Nominados |
| Mejor fotografía en miniserie o telefilme                                                | «The Last Patrol»    | Remi Adefarasin | Nominado  |
| Mejor maquillaje en miniserie, telefilme o especial                                      | «Why We Fight»       | Nikita Rae Elizabeth Tagg | Nominadas |

Premios del Sindicato de Guionistas
| Año  | Categoría                                           | Episodio   | Candidato        | Resultado |
| ---- | --------------------------------------------------- | ---------- | ---------------- | --------- |
| 2003 | Mejor guion adaptado en formato largo de televisión | «Bastogne» | Bruce C. McKenna | Ganador   |

Premios Eddie
| Año  | Categoría                                    | Episodio      | Candidato      | Resultado |
| ---- | -------------------------------------------- | ------------- | -------------- | --------- |
| 2001 | Mejor montaje en episodio de miniserie de TV | «Day of Days» | Frances Parker | Ganadora  |